# 리권무
리권무(李權武, 1914년 ~ 1986년?)는 공산주의 항일운동가이자 조선민주주의인민공화국의 군인이다. 연안파로 분류된다.

## 경력
만주에서 농업에 종사했으며 1937년 초부터 1938년 여름까지 모스크바 식민지반식민지 이익연구학원(구동방노력자공산대학) 조선반에 입학했다.
1939년 3월 모스크바를 출발해 9월 말 연안(延安)에 도착해서 1940년 무렵 항일군정대학(抗日軍政大學) 동북간부훈련반에서 학습했다. 이때 같이 훈련은 받은 인물은 주덕해, 방호산, 김창덕, 장복, 전우, 주춘운, 리림, 진반수이었다. 그후 팔로군(八路軍) 제359여단 제718연대 작전훈련참모로 배속되었다.
1942년 초 연안 해외연구반 조선조(朝蘇組)에 배속되었다. 해방 후 조선의용군 제5지대 참모장으로 임명되어 연변(延邊)으로 진출했다.
1946년 38선 이북으로 귀국하여 1948년 2월 조선인민군 사단장, 3월 조선노동당 중앙위원이 되었다.
1950년 조선인민군 소장으로 제4사단을 지휘하고 있었다. 6월 18일 조선인민군 최고사령부로부터 남침명령서를 하달 받았다. 6월 25일 남침작전구상에 따라 조선인민군 제4사단을 이끌고 의정부 방면으로 진출하여 서울을 공격, 6월 28일 서울을 점령했다. 이후 오산 전투에서 스미스 특임대를, 대전 전투에서 미육군 제24사단을 격퇴한다. 같은 해 8월 부산 교두보 전투에서 다시 제24사단과 교전하여 우세하게 진격했지만, 다른 미군 부대의 반격을 받아 제4사단은 재기 불능이 되었다. 1950년 10월 제1군단장으로 평양 탈환 작전에 참가하였다. 1953년 8월 조선노동당 장칙 수정 위원. 1954년 7월 조선인민군 중장이 되었다.
1956년 4월 조선노동당 중앙위원(제3차 대회), 제1집단군 사령관, 1957년 8월 제2기 최고인민회의 대의원을 지냈다. 1958년 1월 조선인민군 창건 10주년에 즈음하여 제1급 국기훈장을 받았다. 이 무렵 조선인민군 총참모장이 되었다가 1959년 6월 해임되었다.

## 참고 문헌
- 강만길·성대경 엮음 (1996년 8월 30일). 《한국 사회주의 운동 인명 사전》. 창작과 비평사. ISBN 8936470302.[깨진 링크(과거 내용 찾기)]
- Edwards, Paul M. (2006), 《Korean War Almanac》, Infobase Publishing, ISBN 978-0-8160-6037-5
- Alagappa, Muthiah (2001), 《Coercion and Governance: the Declining Political Role of the Military in Asia》, Stanford University Press, ISBN 978-0-8047-4227-6
- Alexander, Bevin (2003), 《Korea: The First War We Lost》, Hippocrene Books, ISBN 978-0-7818-1019-7
- Appleman, Roy E. (1998), 《South to the Naktong, North to the Yalu: United States Army in the Korean War》, Department of the Army, ISBN 978-0-16-001918-0, 2013년 11월 2일에 원본 문서에서 보존된 문서, 2018년 11월 29일에 확인함
- Chinese Military Science Academy (2000), 《History of War to Resist America and Aid Korea (抗美援朝战争史)》 (중국어), Volume II, Beijing: Chinese Military Science Academy Publishing House, ISBN 7-80137-390-1
- Fehrenbach, T.R. (2001), 《This Kind of War: The Classic Korean War History – Fiftieth Anniversary Edition》, Potomac Books Inc., ISBN 978-1-57488-334-3
- Leckie, Robert (1996), 《Conflict: The History Of The Korean War, 1950-1953》, Da Capo Press, ISBN 978-0-306-80716-9